# Список заслуженных мастеров спорта России по футболу
Звание «заслуженный мастер спорта России» было учреждено в 1992 году. Первым заслуженным мастером спорта России по футболу стал в 1997 году Василий Данилов, завоевавший на чемпионате мира 1966 года в составе сборной СССР бронзовую медаль (4-е место), но высшего знака отличия в советском спорте так и не удостоившийся.
Обозначения:
* — звание присвоено после окончания игровой карьеры.
** — все спортивные достижения относятся к советскому периоду.

## Большой футбол

### 1997
- Данилов, Василий Савельевич**[1]

### 2003
- Аленичев, Дмитрий Анатольевич — за победу в составе клуба «Порту» в Кубке УЕФА 2002/2003.
- Астаповский, Владимир Александрович** — в апреле 2003 года в период празднования 80-летия ЦСКА[2].
- Онопко, Виктор Савельевич — за большой вклад в развитие футбола[3].
- Черчесов, Станислав Саламович* — за большой вклад в развитие футбола[3].

### 2004
- Ловчев, Евгений Серафимович**[4]

### 2005
За победу в Кубке УЕФА 2004/2005 звания были удостоены 9 футболистов московского ЦСКА (в том числе Кириченко и Семак, к моменту завоевания Кубка уже покинувшие клуб).
- Акинфеев, Игорь Владимирович (ЦСКА Москва)
- Алдонин, Евгений Валерьевич (ЦСКА Москва)
- Березуцкий, Алексей Владимирович (ЦСКА Москва)
- Березуцкий, Василий Владимирович (ЦСКА Москва)
- Гусев, Ролан Александрович (ЦСКА Москва)
- Жирков, Юрий Валентинович (ЦСКА Москва)
- Игнашевич, Сергей Николаевич (ЦСКА Москва)
- Кириченко, Дмитрий Сергеевич (ФК «Москва»)
- Семак, Сергей Богданович («Пари Сен-Жермен», Франция)

### 2007
- Кержаков, Александр Анатольевич — за победу в составе клуба «Севилья» в Кубке УЕФА 2006/2007

Ветераны советского футбола:
- Гаврилов, Юрий Васильевич*[5]
- Гусаров, Геннадий Александрович**[6] — серебряный призёр Кубка Европы 1964 года
- Мудрик, Эдуард Николаевич**[7] — серебряный призёр Кубка Европы 1964 года

### 2008
25 декабря
За победу клуба «Зенит» (Санкт-Петербург) в Кубке УЕФА 2007/2008 и за завоевание сборной России бронзовых медалей на чемпионате Европы 2008 года звания ЗМС были удостоены 11 игроков «Зенита» и 12 игроков сборной (из 23 входивших в состав команды на Евро-2008 пятеро представляли «Зенит», а ещё шесть игроков получили ЗМС в 2005 году за победу ЦСКА в Кубке УЕФА).
- Адамов, Роман Станиславович (сборная; ФК «Москва»)
- Анюков, Александр Геннадьевич (сборная; «Зенит» Санкт-Петербург)
- Аршавин, Андрей Сергеевич (сборная; «Зенит» Санкт-Петербург)
- Билялетдинов, Динияр Ринатович (сборная; «Локомотив» Москва)
- Быстров, Владимир Сергеевич (сборная; «Спартак» Москва)
- Габулов, Владимир Борисович (сборная; «Динамо» Москва)
- Горшков, Александр Викторович («Зенит» Санкт-Петербург)
- Денисов, Игорь Владимирович («Зенит» Санкт-Петербург)
- Зырянов, Константин Георгиевич (сборная; «Зенит» Санкт-Петербург)
- Иванов, Олег Александрович (сборная; «Крылья Советов» Самара)
- Колодин, Денис Алексеевич (сборная; «Динамо» Москва)
- Малафеев, Вячеслав Александрович (сборная; «Зенит» Санкт-Петербург)
- Павлюченко, Роман Анатольевич (сборная; «Спартак» Москва)
- Погребняк, Павел Викторович («Зенит» Санкт-Петербург)
- Радимов, Владислав Николаевич («Зенит» Санкт-Петербург)
- Саенко, Иван Иванович (сборная; «Нюрнберг», Германия)
- Семшов, Игорь Петрович (сборная; «Динамо» Москва)
- Сычёв, Дмитрий Евгеньевич (сборная; «Локомотив» Москва)
- Тимощук, Анатолий Александрович (Украина) («Зенит» Санкт-Петербург)
- Торбинский, Дмитрий Евгеньевич (сборная; «Локомотив» Москва)
- Файзулин, Виктор Игоревич («Зенит» Санкт-Петербург)
- Широков, Роман Николаевич (сборная; «Зенит» Санкт-Петербург)
- Янбаев, Ренат Рудольфович (сборная; «Локомотив» Москва)

### 2010
16 июля
Звание присвоено бронзовому призёру ОИ 1976 Александру Минаеву, представленному к званию на заседании Исполкома РФС 24 ноября 2009 года.
- Минаев, Александр Алексеевич**

### 2011
4 апреля
- Канчельскис, Андрей Антанасович*

В марте, когда стало известно о присвоении, Канчельскис прокомментировал это событие так:

По идее мне его должны были ещё дать в 1991 году, когда я в составе «Манчестер Юнайтед» выиграл Суперкубок УЕФА. Но от меня начали требовать доказательства участия в той игре. В ответ сказал, чтобы они позвонили сэру Алексу Фергюсону и сами спросили, играл я в том матче или нет. [Канчельскис тогда отыграл весь матч]

Представленному к званию на том же заседании Исполкома РФС 24 апреля 2009 года Игорю Корнееву звание не присвоено.
19 апреля
- Хохлов, Дмитрий Валерьевич*[14]

### 2012
26 марта
Звание впервые присвоено игроку женской сборной России — Елене Фоминой.
- Фомина, Елена Александровна

4 мая
Звание присвоено Валерию Карпину, представленному к званию на заседании Исполкома РФС 24 ноября 2009 года.
- Карпин, Валерий Георгиевич*

### 2018
27 июля
После чемпионата мира 2018 почётного звания ЗМС были удостоены 19 игроков сборной (из 23 входивших в состав команды на ЧМ-2018 трое игроков получили ЗМС в 2005 году за победу ЦСКА в Кубке УЕФА и один в 2008 году за завоевание сборной России бронзовых медалей на Евро-2008).
- Газинский, Юрий Александрович (сборная; ФК «Краснодар»)
- Головин, Александр Сергеевич (сборная; ЦСКА Москва)
- Гранат, Владимир Васильевич (сборная; «Рубин» Казань)
- Дзагоев, Алан Елизбарович (сборная; ЦСКА Москва)
- Дзюба, Артём Сергеевич (сборная; «Арсенал» Тула)
- Ерохин, Александр Юрьевич (сборная; «Зенит» Санкт-Петербург)
- Зобнин, Роман Сергеевич (сборная; «Спартак» Москва)
- Кудряшов, Фёдор Васильевич (сборная; «Рубин» Казань)
- Кузяев, Далер Адьямович (сборная; «Зенит» Санкт-Петербург)
- Кутепов, Илья Олегович (сборная; «Спартак» Москва)
- Лунёв, Андрей Евгеньевич (сборная; «Зенит» Санкт-Петербург)
- Миранчук, Алексей Андреевич (сборная; «Локомотив» Москва)
- Миранчук, Антон Андреевич (сборная; «Локомотив» Москва)
- Самедов, Александр Сергеевич (сборная; «Спартак» Москва)
- Семёнов, Андрей Сергеевич (сборная; «Ахмат» Грозный)
- Смолов, Фёдор Михайлович (сборная; ФК «Краснодар»)
- Смольников, Игорь Александрович (сборная; «Зенит» Санкт-Петербург)
- Фигейра Фернандес, Марио (сборная; ЦСКА Москва)
- Черышев, Денис Дмитриевич (сборная; «Вильярреал», Испания)

## Мини-футбол

### 1999
Звание присвоено 13 чемпионам Европы 1999 года — всем игрокам сборной России, сыгравшим хотя бы один матч в финальной стадии турнира.
- Абянов, Марат Рашитович (1969; «Дина», Москва)
- Агафонов, Денис Николаевич (1975; «ВИЗ-Синара», Екатеринбург)
- Алекберов, Темур Садраддинович (1969; «Дина», Москва) — также: серебряный призёр ЧЕ 1996, бронзовый призёр ЧМ 1999.
- Белый, Аркадий Львович (1973; «Дина», Москва) — также: серебряный призёр ЧЕ 1996, бронзовый призёр ЧМ 1999.
- Верижников, Александр Юрьевич (1968; «Дина», Москва) — также: серебряный призёр ЧЕ 1996, бронзовый призёр ЧМ 1999.
- Горин, Дмитрий Валентинович (1972; «Дина», Москва) — также: серебряный призёр ЧЕ 1996, бронзовый призёр ЧМ 1999.
- Денисов, Олег Дмитриевич (1967; «Дина», Москва) — также: серебряный призёр ЧЕ 1996.
- Ерёменко, Константин Викторович (1970—2010; «Дина», Москва) — также: серебряный призёр ЧЕ 1996, бронзовый призёр ЧМ 1999.
- Маркин, Михаил Александрович (1971; «Дина», Москва)
- Самохин, Илья Владимирович (1970—2014; «Дина», Москва) — также: серебряный призёр ЧЕ 1996, бронзовый призёр ЧМ 1999.
- Ткачук, Андрей Николаевич (1974; «Дина», Москва)
- Чугунов, Дмитрий Вячеславович (1968; «Дина», Москва) — также: бронзовый призёр ЧМ 1999.
- Яшин, Вадим Викторович (1971; «ВИЗ-Синара», Екатеринбург) — также: серебряный призёр ЧЕ 1996, бронзовый призёр ЧМ 1999.

### 2012
27 марта
Звание было присвоено 7 (из 14) игрокам сборной России, ставшей серебряным призёром чемпионата Европы 2012 года.
- Зуев, Сергей Николаевич (1980; «ВИЗ-Синара», Екатеринбург) — серебряный призёр ЧЕ 2005, 2012, бронзовый призёр ЧЕ 2007.
- Каэтано, Вагнер Перейра (Пула) (1980; «Динамо», Москва) — серебряный призёр ЧЕ 2012.
- Кардозо, Фильо Сирило Тадеус (Сирило) (1980; «Динамо», Москва) — серебряный призёр ЧЕ 2012, бронзовый призёр ЧЕ 2007.
- Маевский, Константин Викторович (1979; ЦСКА, Москва) — серебряный призёр ЧЕ 2005, 2012, бронзовый призёр ЧЕ 2007.
- Прудников, Дмитрий Сергеевич (1988; «ВИЗ-Синара», Екатеринбург) — серебряный призёр ЧЕ 2012.
- Сергеев, Сергей Александрович (1983; ЦСКА, Москва) — серебряный призёр ЧЕ 2012, бронзовый призёр ЧЕ 2007.
- Фукин, Александр Леонидович (1985; «Динамо», Москва) — серебряный призёр ЧЕ 2005, 2012, бронзовый призёр ЧЕ 2007.

### 2014
17 апреля
Звание было присвоено 5 (из 14) игрокам сборной России, ставшей серебряным призёром чемпионата Европы 2014 года; 4 игрока это звание уже имели.
- Абрамов, Сергей Алексеевич (1990; «ВИЗ-Синара», Екатеринбург) — серебряный призёр ЧЕ 2012, 2014.
- Лобо, Парадеда Густаво (Густаво) (1979; «Динамо», Москва) — серебряный призёр ЧЕ 2012, 2014.
- Милованов, Иван Сергеевич (1989; «Тюмень») — серебряный призёр ЧЕ 2012, 2014.
- Переверзев, Николай Владимирович (1986; «Тюмень») — серебряный призёр ЧЕ 2012, 2014.
- Шаяхметов, Владислав Наильевич (1981; «ВИЗ-Синара», Екатеринбург) — серебряный призёр ЧЕ 2005, 2014, бронзовый призёр ЧЕ 2007.

### 2015
… января
- Малышев, Сергей Юрьевич* (1975; Новосибирск) — серебряный призёр ЧЕ 2005, бронзовый призёр ЧЕ 2001, 2007.

## Пляжный футбол

### 2012
21 декабря
Звание присвоено 10 игрокам сборной России, ставшей чемпионом мира и победителем Межконтинентального кубка 2011 года. В ходатайстве РФС от 13 декабря 2011 года значились все чемпионы мира, однако звание не получили второй вратарь Александр Филимонов (играл на обоих турнирах) и Артур Папоротный.
- Бухлицкий, Андрей Николаевич (1982; «Локомотив», Москва)
- Горчинский, Юрий Александрович (1977; «Локомотив», Москва)
- Еремеев, Егор Никитич (1984; «Строгино», Москва)
- Заикин, Роман Михайлович (1979; «Локомотив», Москва)
- Крашенинников, Юрий Юрьевич (1984; Санкт-Петербург[прим 1]; «Локомотив», Москва)
- Леонов, Илья Юрьевич (1979; «Локомотив», Москва)
- Макаров, Алексей Сергеевич (1987; «Локомотив», Москва)
- Шайков, Егор Михайлович (1980; «Локомотив», Москва)
- Шишин, Дмитрий Владимирович (1986; Саратов[прим 1]; «Локомотив», Москва)
- Шкарин, Антон Павлович (1982; «Локомотив», Москва)